# Болница манастира Светих арханђела у Призрену
Болница манастира Светих арханђела у Призрену била је једна од 19. болница у српским средњовековним манастирима, основана са циљем да се у њој лече  осим монаха и манастирских радника и световна лица. Налази се  у кањону реке Призренске Бистрице недалеко од града Призрена у Метохији у задужбина српског цара Душана Силног (краљ 1331—1346, цар 1346—1355),  и припадала је рашко-призренској епархији Српске православне цркве.

## Значај
С обзиром да је ова болница настала и радила у периоду од почетка 14 до краја 15. века она чине део културе српског народа и представљају значајан историјски споменик.

## Историја
На основу хрисовуље у којој се наводи и одредба о обавезном лечењу болесних, у манстиру је у првим деценијама 14. века основана болница, са двадесет постеља, на иницијативу цара Стефана Душана након што је  преболео тешку болест.
Из „Царског типика” као и описа које нам је оставио Григорије Чаблак сазнајемо: да је „... болница служила само за лечење акутних болести ...ко  је болестан да је у болници, а хроми и слепици да се не држе... О овој необичној одлуци цара  Стефана Душана историчар Р. Катић наводи...да је оваква одлука била реткост, чак и на западу где су углавном оснивале  болнице за пријем сирочади и инвалидних особа...
Болница је престала да постоји по мишљењу српских  историчара медицине крајем 15. века, после турског освајања Призрена.
Болницом су поред именованих и за ту намену обучених лица управљале и црквене власти на основу „Царског типика”.